# Thiolava veneris
La Thiolava veneris, única espècie del gènere Thiolava, és una espècie de bacteria descoberta després de l'erupció del volcà submarí Tagoro, prop de les Illes Canàries. L'Institut Internacional d'Exploració d'Espècies va incloure la Thiolava veneris a la llista del Top 10 de noves espècies de 2018.

## Descripció
La T. veneris es va trobar creixent en una zona recentment destruïda per vulcanisme subaquàtic. Cada bacteria fa de 3 a 6 μm i forma tricomes blancs que consisteixen en tres fils helicoïdals envoltats per una funda protectora. Les beines són de 36 a 90 μm d'ample i fins a 3 cm de longitud.

## Ecologia
Inusualment, la T. veneris pot recol·lectar nutrients i energia dels sulfats, nitrats i òxids emesos pel volcà per almenys tres vies metabòliques diferents. Les catifes que la bacteria forma acullen una gran varietat d'altres vides marines.